# Neighbors from Hell
Neighbors from Hell é uma série animada estadunidense criada por Pam Brady em 2010 com 10 episódios na primeira temporada, produzidos parcialmente em Vancouver no Canadá, e Los Angeles nos Estados Unidos pela Bardel Entertainment, Fox Television Animation, BentoBox Entertainment e Moonboy Animation, uma divisão da DreamWorks Animation. No Brasil, a série foi transmitida pelo canal FX Brasil.

## História
Neighbors from Hell mostra a vida de uma família de demônios chamado Hellmans que se mudam para Houston, Texas a partir de inferno em uma missão para destruir uma broca que pode escavar para o núcleo da Terra, e eles enfrentam um choque cultural tentando se encaixar com os humanos. Eles também percebem que o ser humano pode ser tão ruim quanto os demônios, e que a Terra é( não tem quase nada de diferente)do inferno.

## Personagens
- Balthazor Hellman (dublado por Will Sasso) - O patriarca da família. Ele é um pouco ingênuo, mas é um demônio muito bondoso. Ele tem um vasto conhecimento do comportamento humano por assistir muita televisão humana no Inferno. Ele quase enfrentou a punição de Satanás por causa disso. Ele está constantemente tentando ser tanto promovido, como rebaixado no trabalho, a fim de aproximar-se da broca, o alvo o qual ele foi enviado para destruir. Balthazor é mostrado para ter um lado mau também, como ele quase afogou o pai de Tina Zebulon quando ele insultou seu pai e tentou demiti-lo. Ele aparece auto-consciente sobre o excesso de peso que tem, como quando ele fica ofendido quando os outros fazem piada sobre isso. Apesar de ser um demônio, ele é em geral, um cara legal, onde cuida de seus amigos, como quando ele cobria para o seu amigo depois de receber Chevdet bêbado apesar dele impedindo-o de destruir a broca, e ama profundamente sua família, geralmente terminando cada episódio tendo um abraço em grupo com a sua família, bem como com a frase "Eu amo todos vocês". Ele tem o poder de cuspir fogo de todas as suas cavidades como boca, nariz e uma vez que peidou e soltou fogo.
- Tina Hellman (dublado por Molly Shannon) - Tina é fisicamente atraente, é esposa de Balthazor e mãe de Josh e Mandy. Ela tem um pavio curto, é um mau motorista, teimosa e é muito protetora sobre sua família. Ela é alcoólatra e tem uma obsessão com a fofoca, ela é constantemente vista segurando alguma bebida em uma mão e revista de fofocas na outra. Tina é ressentida sobre sua transição abrupta de um ótimo cargo no inferno para uma dona de casa de classe média. Ela e Balthazor ter um casamento apaixonado e sexualmente carregada.
- Pazuzu (voz de Patton Oswalt) - cão da família goblin útil, que finge ser um cão normal, enquanto na Terra. Ele é mostrado para ter a capacidade de congelar e descongelar o tempo. Ele está profundamente apaixonado de muitas sensações da cultura pop, o que explica seu amor por estrelas pop como Lady Gaga e os Jonas Brothers . Pazuzu e Vlaartark são freqüentemente encontrados juntos, geralmente até algum tipo de prejuízo.
- Vlaartark Mimlark (dublado por Kyle McCulloch) - O excêntrico, possivelmente esquizofrênico tio, de Josh e Mandy. Ele gosta de gatos comendo. Ele também considera-se de um padrão mais elevado, a julgar pela sua voz e conhecimentos gerais. Nunca é indicado se ele é irmão Balthazor ou Tina, embora ambos o chamava de "tio" também. Ele também tem Gerontophilia .
- Mandy Hellman (voz de Tracey Fairaway) - atraente filha ainda materialista Balthazor e Tina adolescente que fala com uma garota Vale do sotaque . Ela aparece como vão, superficial e obcecada com seu celular normalmente texting. Ela pode apagar as memórias das pessoas de suas mentes. Apesar das tendências superficial, ela terminou com o filho Killbride de Wayne quando ele mostrou a crueldade a crianças deficientes ou impopulares. Ela tem 15 anos e demonstrou ser ambidestro .
- Josh Hellman (dublado por David Soren) - O filho Balthazor e Tina pré-adolescente. Um gordinho, rapaz imaturo e demônio travesso jovens. Ele tem a capacidade de emitir lasers de seus olhos, pode falar com os animais, e tem re-animação poderes (apenas em animais até agora). Ele é mostrado gosta de jogar jogos de vídeo. Ele também gosta de chato e brigando com sua irmã. Ele também tinha uma queda por uma garota chamada bairro Betânia. Ele tem 12 anos.
- Don Killbride (dublado por Kurtwood Smith) - chefe Balthazor e chefe da Petromundo. Ele é muito cruel, corrupto, cínico e um pouco de um sadist . Ele tem um gosto para Balthazar e trata-lo com o mais pequeno de respeito. Ele é muitas vezes visto com um clube de golfe de tamanho grande. Seus vícios diversos incluem o suborno, causando danos físicos, "golf cão", explorando mão de obra barata e batendo e fazendo batota em suas esposas. Balthazor Killbride vê como mais mal do que Satanás. Ele também tem uma atração física por Tina. No geral ele é um empresário, e promove Balthazor quando ele faz bem o seu trabalho. Ele é um polígamo como ele disse que tem 6 esposas e até agora apenas 2 foram mostrados.
- Marjoe Saint Sparks (voz de Dina Spybey) - O louco, falador, chato e estereotipada Southern Belle vizinho. Ela se envolve em bestialidade com seu cachorro e irrita Champers Tina para nenhum fim. Ela tem uma tendência a sair em momentos aleatórios. Champers muitas vezes tenta se matar. Ela adora conversar sobre sua vida sexual e familiar. No primeiro episódio, ela se esquece que a Tina está deliberadamente tentando estrangulá-la até a morte.
- Chevdet Tevetoglu (dublado por Kyle McCulloch ) - Chevdet é o melhor amigo Balthazor eo engenheiro-chefe por trás do projeto de perfuração em Petromundo. Como um imigrante recente, Chevdet trabalha duro para ter uma vida melhor para sua grande família turca. Quando não está trabalhando na broca ou duradouro Killbride a constante de insultos étnicos, ele é muitas vezes sair com Balthazor.